# Cathormion
Cathormion es un género de  árboles perteneciente a la familia de las fabáceas. Comprende 24 especies descritas y de estas, solo 4 aceptadas. Se encuentra en Sudamérica

## Taxonomía
El género fue descrito por Justus Carl Hasskarl y publicado en Retzia 1: 231. 1855.

## Especies aceptadas
A continuación se brinda un listado de las especies del género Cathormion aceptadas hasta agosto de 2012, ordenadas alfabéticamente. Para cada una se indica el nombre binomial seguido del autor, abreviado según las convenciones y usos.
- Cathormion altissimum (Hook. f.) Hutch. & Dandy
- Cathormion berteroanum (Balb. ex DC.) Burkart
- Cathormion rhombifolium (Benth.) Keay
- Cathormion umbellatum (Vahl) Kosterm.